# Elton-tó
Az Elton-tó (orosz: Эльтон; kazak: Эльтон) egy sósvizű tó a Volgográdi területen, Oroszországban, közel a kazak határhoz. Körülbelül 152 km² a területe és az átlagos mélysége 10 cm (tavasszal 70-80 cm). A tó 18 méterrel van a tengerszint alatt. A neve a kazak nyelvből származik. Régen a helyi nomád törzsek az ásványi anyagokban gazdag iszapját bőr és légúti betegségek kezelésére használták. Évszázadokon keresztül az Elton-tó az uralkodók és nemesek kedvenc pihenőhelye volt.
Ez Európa legnagyobb ásványi anyagokban gazdag tava, és a vize az egyik legkoncentráltabb ásványi tartalmú a világon. A tó tele van telített sóoldatokkal. Az ásványi anyag tartalma 200-500 g/l. A 18. század eleje óta a tóból kivont sót magnézium-klorid előállításához használják fel. A víz Dunaliella salina algákat tartalmaz, amelyek vöröses árnyalatot adnak a tónak. A fenekén sós (főleg nátrium-klorid és kálium-klorid) lerakódások, alattuk pedig ásványi kénhidrogénes iszapréteg található.

## Története
A 18. század elején kezdtek el sót kitermelni az Elton-tóból. 1865 előtt az orosz kormány termelte ki, míg 1865 és 1882 között a tavat nagymértékben magánvállalkozások használták. A közelében 1910 óta egy gyógyfürdő, 1945 óta pedig egy szanatórium is működik. A tóból származó szulfidtartalmú iszapnak és sóoldatnak állítólag gyulladáscsökkentő, méregtelenítő, fájdalomcsillapító, nyugtató és revitalizáló hatásai vannak.

## Megközelíthetőség
Volgográdból busszal lehet megközelíteni (az út hat óra, leginkább a hosszú vidéki megállók miatt), míg Szaratovból és Asztrahánból vonattal szintén hat óra alatt lehet eljutni a környékre. 

## Elton Ultra Trail
Az Elton Ultra Trail Oroszország egyik legnívósabb és legnehezebb futóversenye. A futók két táv közül választhatnak: futhatnak 38 kilométert vagy 100 mérföldet. Először 2014-ben szervezték meg.

## Fordítás
Ez a szócikk részben vagy egészben  a   Lake Elton című angol Wikipédia-szócikk ezen változatának fordításán alapul.  Az eredeti cikk szerkesztőit annak laptörténete sorolja fel. Ez a jelzés csupán a megfogalmazás eredetét és a szerzői jogokat jelzi, nem szolgál a cikkben szereplő információk forrásmegjelöléseként.